# Carex abscondita
Carex abscondita là một loài thực vật có hoa trong họ Cói. Loài này được Mack. mô tả khoa học đầu tiên năm 1910.

## Hình ảnh

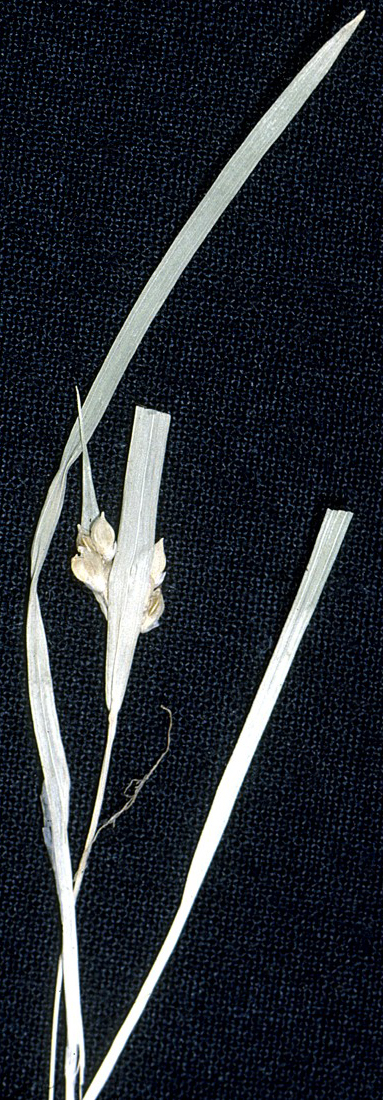